# 佐伯千秋
佐伯 千秋（さえき ちあき、1925年12月6日 - 2009年1月3日）は、日本の少女小説家。児童文学作家。少女小説やジュニア小説で知られる。

## 経歴･人物
広島市出身。本名、薦田千賀子（こもだ・ちかこ）。佐伯は旧姓である。
広島県立広島第一高等女学校から日本女子大学校に進学したが、広島市への原子爆弾投下で両親を失ったのち退学。
作家となってからは西東京市 (旧保谷市)に住んだという。原爆ドーム永久保存を決定した当時の広島市長・浜井信三は義兄に当たる。1955年当時から日本児童文芸家協会会員。
1954年ごろから小学館の雑誌『女学生の友』や『小学〇年生』などの学習雑誌に読み切りの短編小説や小学生向けの読み物を執筆し、1959年「燃えよ黄の花」（『女学生の友』1958年9月号掲載）で第8回小学館児童文化賞を受賞。
1965年には初の単行本『潮風を待つ少女』を刊行し、以後集英社のコバルト・ブックスにジュニア小説を数多く書いた。1976年に集英社コバルトシリーズが創刊されると、単行本の多くが文庫化され、書下ろしも刊行したが、1980年代はじめごろを最後に創作の発表は途絶えている。
2009年4月に発行された日本児童文芸家協会の機関誌『児童文芸』誌上にて、訃報が伝えられた。

## 著書
- 『潮風を待つ少女』（集英社、コバルト・ブックス） 1965、のち文庫
- 『若い樹たち』（集英社、コバルト・ブックス） 1966
- 『赤い十字路』正・続（集英社、コバルト・ブックス） 1966、のち文庫
- 『花と風の季節』（集英社、コバルト・ブックス） 1966、のち文庫
- 『若い愛はみどり』（集英社、コバルト・ブックス） 1967、のち文庫
- 『かぎりない愛への船出』（集英社、コバルト・ブックス） 1967、のち文庫
- 『エルムの丘』（集英社、コバルト・ブックス） 1967
- 『風の町かど』正・続（集英社、コバルト・ブックス） 1968
- 『青い太陽』正・続（集英社、コバルト・ブックス） 1968、のち文庫
- 『あしたはもう来ない』（集英社、コバルト・ブックス） 1968
- 『さらばわが愛』（集英社、コバルト・ブックス） 1969、のち文庫
- 『若い海流』（集英社、コバルト・ブックス） 1969、のち文庫
- 『雪と山と若者たち』（集英社、コバルト・ブックス） 1969、のち文庫
- 『チェリーハイランドの青空』（集英社、コバルト・ブックス） 1969
- 『遠い初恋』（集英社、コバルト・ブックス） 1969、のち文庫
- 『燃えた海』（主婦の友社、Cherry books） 1970、のち集英社文庫
- 『光る季節』（集英社、コバルト・ブックス） 1970、のち文庫
- 『白い春の道』（集英社、コバルト・ブックス） 1970、のち文庫
- 『山頂にバラあり』（集英社、コバルト・ブックス） 1970
- 『霧の中の愛』（集英社、コバルト・ブックス） 1970
- 『青春飛行』（集英社、コバルト・ブックス） 1970、のち文庫
- 『あした若者たちは』（集英社、コバルト・ブックス） 1970、のち文庫
- 『青い愛 黄の愛』（集英社、コバルト・ブックス） 1970、のち文庫
- 『愛あるとき』（集英社、コバルト・ブックス） 1971、のち文庫
- 『青春の序曲』（集英社、コバルト・ブックス） 1971、のち文庫
- 『青春流浪』（集英社、コバルト・ブックス） 1971
- 『銀色のバラを見た』（集英社、コバルト・ブックス） 1971、のち文庫
- 『素足の青春』（集英社、コバルト・ブックス） 1972、のち文庫
- 『わが愛は海 わが船は白き帆船』（集英社、コバルト・ブックス） 1973、のち文庫
- 『ディズニー - ゆめをはこぶマンガ映画の王さま』（集英社、母と子の世界の伝記26） 1974
- 『夏の愛の旅』（集英社、コバルト・ブックス） 1974、のち文庫
- 『心に青き砂漠あり』（集英社、コバルト・ブックス） 1974、のち文庫
- 『だれにも言えない』（集英社、コバルト・ブックス） 1975、のち文庫
- 『星の城』（旺文社、旺文社ノベルス） 1975
- 『われら青春』（集英社、コバルト・ブックス） 1975、のち文庫
- 『涙の川をわたれ』（集英社文庫） 1976
- 『青い恋の季節』（集英社文庫） 1977
- 『風にきいた旅』（集英社文庫） 1977
- 『わたしの赤いつばさ』（集英社文庫） 1977
- 『きみはなぜ青い花を見たのか』（集英社文庫） 1979
- 『海色の愛が見えますか』（集英社文庫） 1979
- 『青春ライブ』（集英社文庫） 1979
- 『愛は透明なかがやき』（集英社文庫） 1980
- 『夕陽のアンダルシア』（集英社文庫） 1981

## 寄稿
- 「白い十字架」 (『女学生の友』第8巻第10号 1958年1月)
- 「ジュニア小説のヒロインたち」 (『文芸春秋』第45巻第8号 1967年8月)

ほか